# David DiLucia
David DiLucia (Norristown, 15 de janeiro de 1970) é um ex-tenista profissional estadunidense.
David DiLucia foi campeão em duplas mistas nos Jogos Pan-Americanos, em 1991, e prata em simples.